# 斯塞新火車總站
斯塞新火車總站（波蘭語：Szczecin Główny）是位於波蘭城市斯塞新的一座火車站，也是斯塞新最大的火車站。由於斯塞新位於德國和波蘭接壤處，因此這裡同時有波蘭國家鐵路和德國鐵路的列車運行。2019年每日平均有15,900名旅客利用該站。

## 外部連結
维基共享资源上的相關多媒體資源：斯塞新火車總站